# Saint-Bonnet-le-Bourg
Pour les articles homonymes, voir Saint-Bonnet (homonymie).
Saint-Bonnet-le-Bourg est une commune française, située dans le département du Puy-de-Dôme en région Auvergne-Rhône-Alpes.

## Géographie
La Dore, affluent de l'Allier prend sa source au nord de Saint Bonnet le Bourg (en français : Saint-Bonnet-le-Bourg)

### Climat
Pour des articles plus généraux, voir Climat d'Auvergne-Rhône-Alpes et Climat du Puy-de-Dôme.
En 2010, le climat de la commune est de type climat des marges montargnardes, selon une étude du Centre national de la recherche scientifique s'appuyant sur une série de données couvrant la période 1971-2000. En 2020, Météo-France publie une typologie des climats de la France métropolitaine dans laquelle la commune est exposée à un climat de montagne ou de marges de montagne et est dans la région climatique  Nord-est du Massif Central, caractérisée par une pluviométrie annuelle de 800 à 1 200 mm, bien répartie dans l’année. 
Pour la période 1971-2000, la température annuelle moyenne est de 8,1 °C, avec une amplitude thermique annuelle de 15,8 °C. Le cumul annuel moyen de précipitations est de 839 mm, avec 10,2 jours de précipitations en janvier et 7,9 jours en juillet. Pour la période 1991-2020, la température moyenne annuelle observée sur la station météorologique de Météo-France la plus proche, « Saint-Germain-L Herm », sur la commune de Saint-Germain-l'Herm à 6 km à vol d'oiseau, est de 8,0 °C et le cumul annuel moyen de précipitations est de 1 067,3 mm,. Pour l'avenir, les paramètres climatiques de la commune estimés pour 2050 selon différents scénarios d'émission de gaz à effet de serre sont consultables sur un site dédié publié par Météo-France en novembre 2022.

## Urbanisme

### Typologie
Au 1er janvier 2024, Saint-Bonnet-le-Bourg est catégorisée commune rurale à habitat très dispersé, selon la nouvelle grille communale de densité à sept niveaux définie par l'Insee en 2022.
Elle est située hors unité urbaine et hors attraction des villes,.

### Occupation des sols
L'occupation des sols de la commune, telle qu'elle ressort de la base de données européenne d’occupation biophysique des sols Corine Land Cover (CLC), est marquée par l'importance des forêts et milieux semi-naturels (74,1 % en 2018), une proportion sensiblement équivalente à celle de 1990 (73,5 %). La répartition détaillée en 2018 est la suivante : 
forêts (74,1 %), prairies (22,5 %), zones agricoles hétérogènes (3,4 %). L'évolution de l’occupation des sols de la commune et de ses infrastructures peut être observée sur les différentes représentations cartographiques du territoire : la carte de Cassini (XVIIIe siècle), la carte d'état-major (1820-1866) et les cartes ou photos aériennes de l'IGN pour la période actuelle (1950 à aujourd'hui).

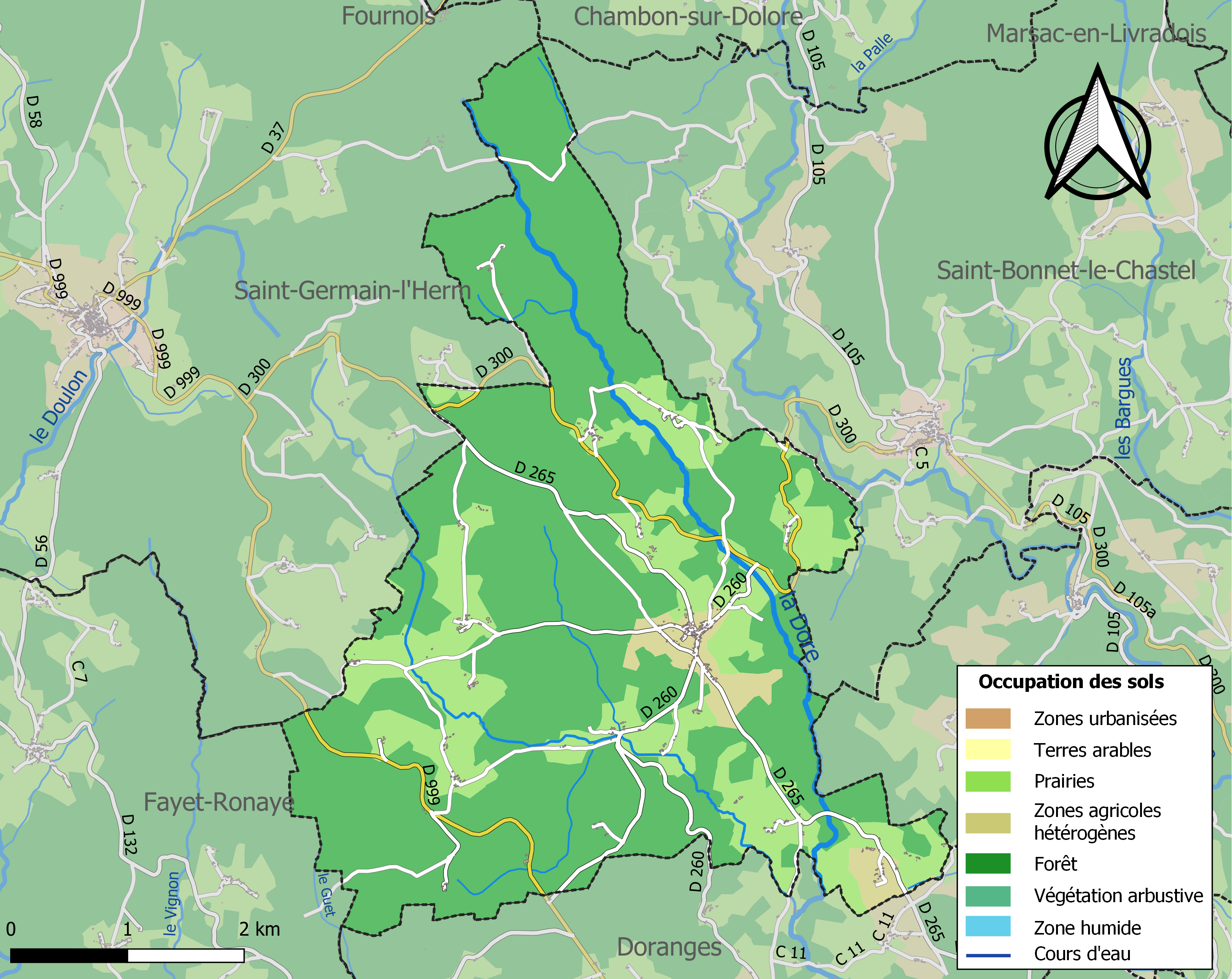
Carte des infrastructures et de l'occupation des sols de la commune en 2018 (CLC).

## Lieux-dits et écarts
La Bardelle, la Bessière, Boissonne, le Boucheron (1), le Boucheron (2, à cheval sur la commune de Doranges et la commune de Novacelles), le Bourg, le Champ, le Coin, la Côte, Dijuste, l'Escouty, Farges, le Faux, la Faye, Feneyrolles, Fontcourbe, le Fraisse, la Gonlaude, la Grange, la Croix de Lachaux, Lacoust, Lostrévy, Maliscot, Mandet, Marchaud, le Pacher du Milieu, les Plaines, la Roche, la Rouveyre, Saint-Blaise, la Suchère, Vachou, la Vaissière.
Notons toutefois que les lieux-dits et écarts sont bien plus importants, en nombre, que ceux cités ici. Nous n'avons retenus que les principaux, noms de hameaux ou de "quartiers" du Bourg.
| Saint-Germain-l'Herm |                       | Saint-Bonnet-le-Chastel |
| Fayet-Ronaye         | Saint-Bonnet-le Bourg |                         |
|                      | Doranges              | Novacelles              |

## Histoire
Au cours de la période révolutionnaire de la Convention nationale (1792-1795), la commune a porté le nom de Bonnet-le-Bourg.

## Politique et administration
| Période                                  | Période          | Identité            | Étiquette | Qualité             |
| ---------------------------------------- | ---------------- | ------------------- | --------- | ------------------- |
| 18 mai 2020                              | En cours         | Véronique Hauville  |           | Cadre à la retraite |
| 2001                                     | 18 mai 2020      | Marie-France Rebord |           | Personnel BIATOSS   |
| 19 mars 1989                             | 2001             | Régis Rebord        |           | Artisan Maçon       |
| 3 mai 1945                               | 18 mars 1989     | Maurice Pillat      |           | Scieur de long      |
| 12 novembre 1944                         | 2 mai 1945       | Pierre Bayle        |           |                     |
| Juin 1944                                | 11 novembre 1944 | Pierre Magaud       |           |                     |
| 10 décembre 1919                         | Juin 1944        | Louis Missonnier    |           |                     |
| 18 mai 1900                              | 9 décembre 1919  | Pierre Nigond       |           |                     |
| 1892                                     | 1900             | Vital Batisse       |           |                     |
| 1870                                     | 1892             | Benoit Vernet       |           |                     |
| 1848                                     | 1870             | Pierre Vernet       |           |                     |
| 1832                                     | 1848             | Pierre Roussel      |           |                     |
| 1818                                     | 1831             | Benoit Lhéritier    |           |                     |
| 1793                                     | 1818             | Jean Lassaigne      |           |                     |
| Les données manquantes sont à compléter. |                  |                     |           |                     |

## Démographie
L'évolution du nombre d'habitants est connue à travers les recensements de la population effectués dans la commune depuis 1793. Pour les communes de moins de 10 000 habitants, une enquête de recensement portant sur toute la population est réalisée tous les cinq ans, les populations de référence des années intermédiaires étant quant à elles estimées par interpolation ou extrapolation. Pour la commune, le premier recensement exhaustif entrant dans le cadre du nouveau dispositif a été réalisé en 2007.

En 2022, la commune comptait 180 habitants, en évolution de +16,88 % par rapport à 2016 (Puy-de-Dôme : +2,1 %, France hors Mayotte : +2,11 %).
| 1793 | 1800 | 1806 | 1821 | 1831 | 1836  | 1841  | 1846  | 1851  |
| ---- | ---- | ---- | ---- | ---- | ----- | ----- | ----- | ----- |
| 710  | 808  | 955  | 891  | 996  | 1 040 | 1 066 | 1 097 | 1 020 |

| 1856  | 1861  | 1866  | 1872 | 1876 | 1881 | 1886 | 1891 | 1896 |
| ----- | ----- | ----- | ---- | ---- | ---- | ---- | ---- | ---- |
| 1 046 | 1 041 | 1 005 | 973  | 910  | 853  | 844  | 805  | 747  |

| 1901 | 1906 | 1911 | 1921 | 1926 | 1931 | 1936 | 1946 | 1954 |
| ---- | ---- | ---- | ---- | ---- | ---- | ---- | ---- | ---- |
| 702  | 662  | 631  | 529  | 524  | 503  | 460  | 399  | 350  |

| 1962 | 1968 | 1975 | 1982 | 1990 | 1999 | 2006 | 2007 | 2012 |
| ---- | ---- | ---- | ---- | ---- | ---- | ---- | ---- | ---- |
| 312  | 262  | 246  | 249  | 199  | 126  | 141  | 143  | 140  |

| 2017 | 2022 | - | - | - | - | - | - | - |
| ---- | ---- | - | - | - | - | - | - | - |
| 163  | 180  | - | - | - | - | - | - | - |

## Associations et vie communale
- Association Culturelle et Sportive
- Médiathèque Ludothèque
- Comité des Fêtes
- Association des chasseurs

## Lieux et monuments
- Église paroissiale dédiée à saint Blaise XIe et XIIe siècles, remaniée au XIXe siècle), de facture romane (la base Mérimée du ministère de la Culture ne la recense pas comme étant inscrite à l'Inventaire des monuments historiques)

Chevet du XIe siècle, chapiteaux avec animaux sculptés.
Siège d'un ancien prieuré casadéen, l'église, extérieurement remaniée, à l'exception du portail sud à deux rangs de voussures, a conservé une belle ordonnance intérieure. La nef de trois travées, en berceau brisé, se termine par une abside en hémicycle à arcature. On remarque dans la nef un curieux chapiteau à cinq personnages.
Dans l'abside, on retrouve les thèmes familiers au Livradois : lions, monstres au corps double, aigles bicéphales.
Erigée au XIe siècle, le portail sud est significatif de l'art roman. Le portail est et le clocher ont été remaniés au XIXe siècle.
Sur le terrain extérieur jouxtant l'église, on découvre une croix datant du XVIe siècle.
- Etang de Marchaud situé à l'extrême-ouest de la commune. Il fut creusé par les moines de l'abbaye de la Chaise-Dieu.

## Personnalités
- Guy Camus, volcanologue français spécialiste de la chaîne des Puys;
- Jeanne Poussier, Médecin à Saint-Bonnet-le-Bourg et conseillère municipale, décorée de la légion d'honneur.

## Divers
La commune de Saint-Bonnet-le-Bourg est adhérente du parc naturel régional Livradois-Forez.